# Communauté de communes des Savanes
La Communauté de communes des Savanes est une communauté de communes française, située dans le département français d'outre-mer de la Guyane.

## Composition
La communauté de communes est composée des 4 communes suivantes :

| Nom               | Code Insee | Gentilé    | Superficie (km2) | Population (dernière pop. légale) | Densité (hab./km2) |
| ----------------- | ---------- | ---------- | ---------------- | --------------------------------- | ------------------ |
| Sinnamary (siège) | 97312      |            | 1 340            | 2 801 (2022)                      | 2,1                |
| Iracoubo          | 97303      |            | 2 762            | 1 685 (2022)                      | 0,61               |
| Kourou            | 97304      | Kouroucien | 2 160            | 24 470 (2022)                     | 11                 |
| Saint-Élie        | 97358      |            | 5 680            | 157 (2022)                        | 0,03               |

## Démographie
| 1967  | 1974  | 1982   | 1990   | 1999   | 2010   | 2015   |
| ----- | ----- | ------ | ------ | ------ | ------ | ------ |
| 6 333 | 8 150 | 10 128 | 19 005 | 23 559 | 30 962 | 31 151 |

## Administration

### Élus
|     | Attributions                                                | Identité            | Qualité                             |
| --- | ----------------------------------------------------------- | ------------------- | ----------------------------------- |
| 1er | Action sociale                                              | Didier Briolin      | 4e adjoint au maire d'Iracoubo      |
| 2e  | Ressources humaines, organisation administrative et habitat | Stéphane Antoinette | 8e adjoint au maire de Kourou       |
| 3e  | Actions de développement économique                         | Christian Pitta     | 1er adjoint au maire de Saint-Élie  |
| 4e  | Aménagement de l’espace communautaire                       | Denis Burlot        | Conseiller municipal de Kourou      |
| 5e  | Sports                                                      | Émilie Ventura-Clet | Conseillère municipale de Sinnamary |
| 6e  | Culture                                                     | Vanessa Bois-Blanc  | Adjointe au maire d'Iracoubo        |
| 7e  | Tourisme                                                    | France Clet-Courat  | Conseillère municipale de Sinnamary |
| 8e  | Énergies renouvelables                                      | Gilles Dufail       | 2e adjoint au maire de Kourou       |
| 9e  | Collecte et traitement des déchets                          | Anne Saunier        | 5e adjointe au maire de Kourou      |
| 10e | Zones d’activités économiques                               | Pierre Ho-Wen-Szé   | Conseiller municipal de Sinnamary   |
| 11e | Assainissement                                              | Enrico William      | Conseiller municipal d'Iracoubo     |

### Liste des présidents
| Période      | Période    | Identité              | Étiquette | Qualité                                                                        |
| ------------ | ---------- | --------------------- | --------- | ------------------------------------------------------------------------------ |
| février 2011 | avril 2014 | Jean-Claude Madeleine |           | Maire de Sinnamary (2008 → )                                                   |
| avril 2014   | En cours   | François Ringuet      |           | Membre du conseil général de la Guyane (2011 → 2015) Maire de Kourou (2014 → ) |